# Über die Brücke geh'n
Über die Brücke geh'n (tradução portuguesa :  "Atravessando a ponte") foi a canção que representou a Alemanha no  Festival Eurovisão da Canção 1986, interpretada em alemão por Ingrid Peters. A canção tinha letra, música e orquestração de Hans Blum.  
A canção foi a 14.ª a ser interpretada na noite do festival, a seguir à canção belga "J'aime la vie" , interpretada por Sandra Kim e antes da canção cipriota "Tora Zo", interpretada por Elpida. Terminou em 8.º lugar, recebendo um total de 62 pontos. 
A canção fala-nos da necessidade de "atravessar a ponte" com o objetivo de construir uma ligação entre nós e os outros que vivem do outro lado da ponte. Como a cantora diz "Nós somos apenas convidados por pouco tempo" no nosso planeta. 